# Glenea aspasia
Glenea aspasia é uma espécie de escaravelho da família Cerambycidae. Foi descrita por Francis Polkinghorne Pascoe em 1867.  É conhecida a sua existência em Bornéu e Malásia.